# C. A. Metro de Caracas

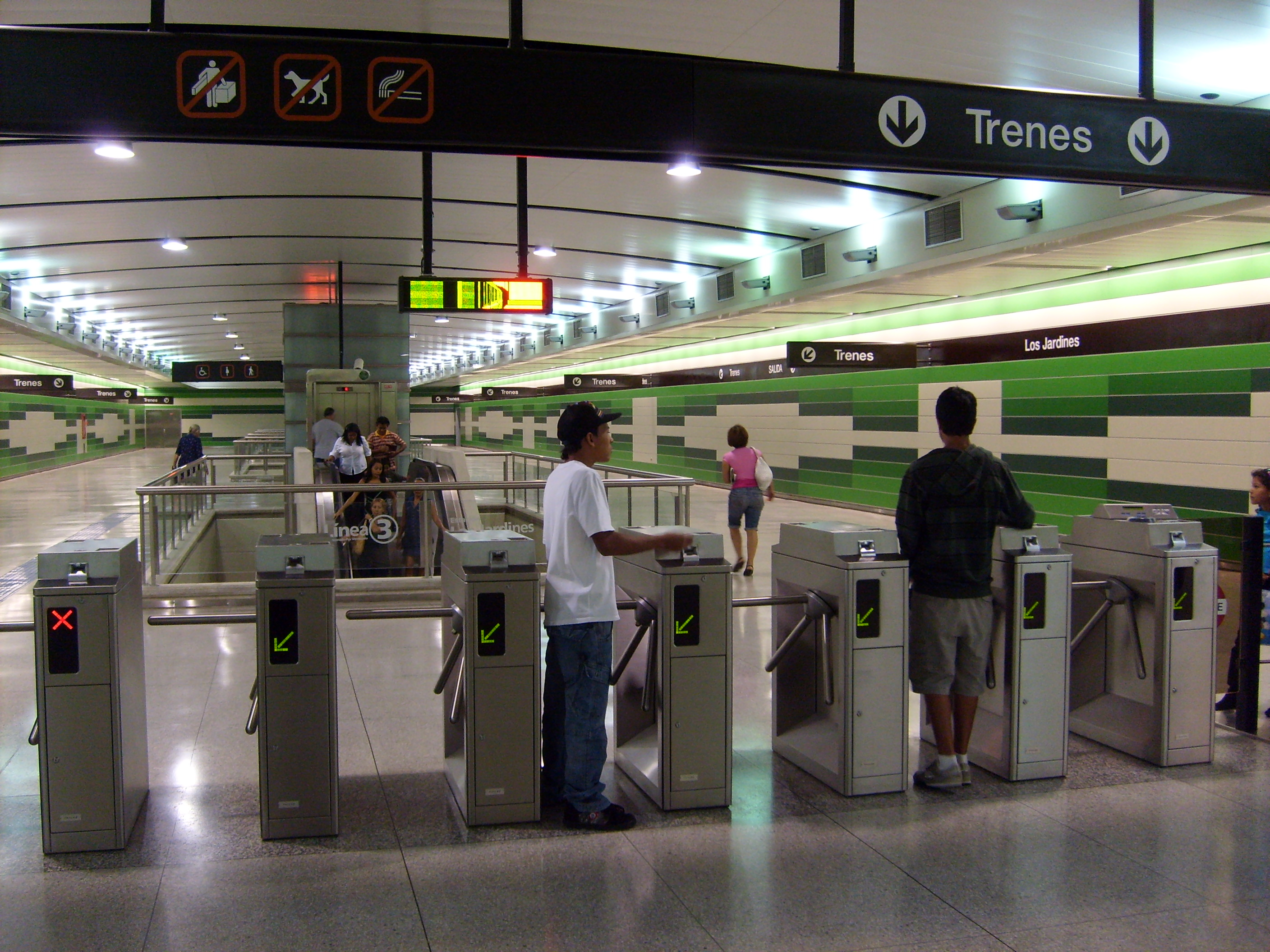
Estación Los Jardines

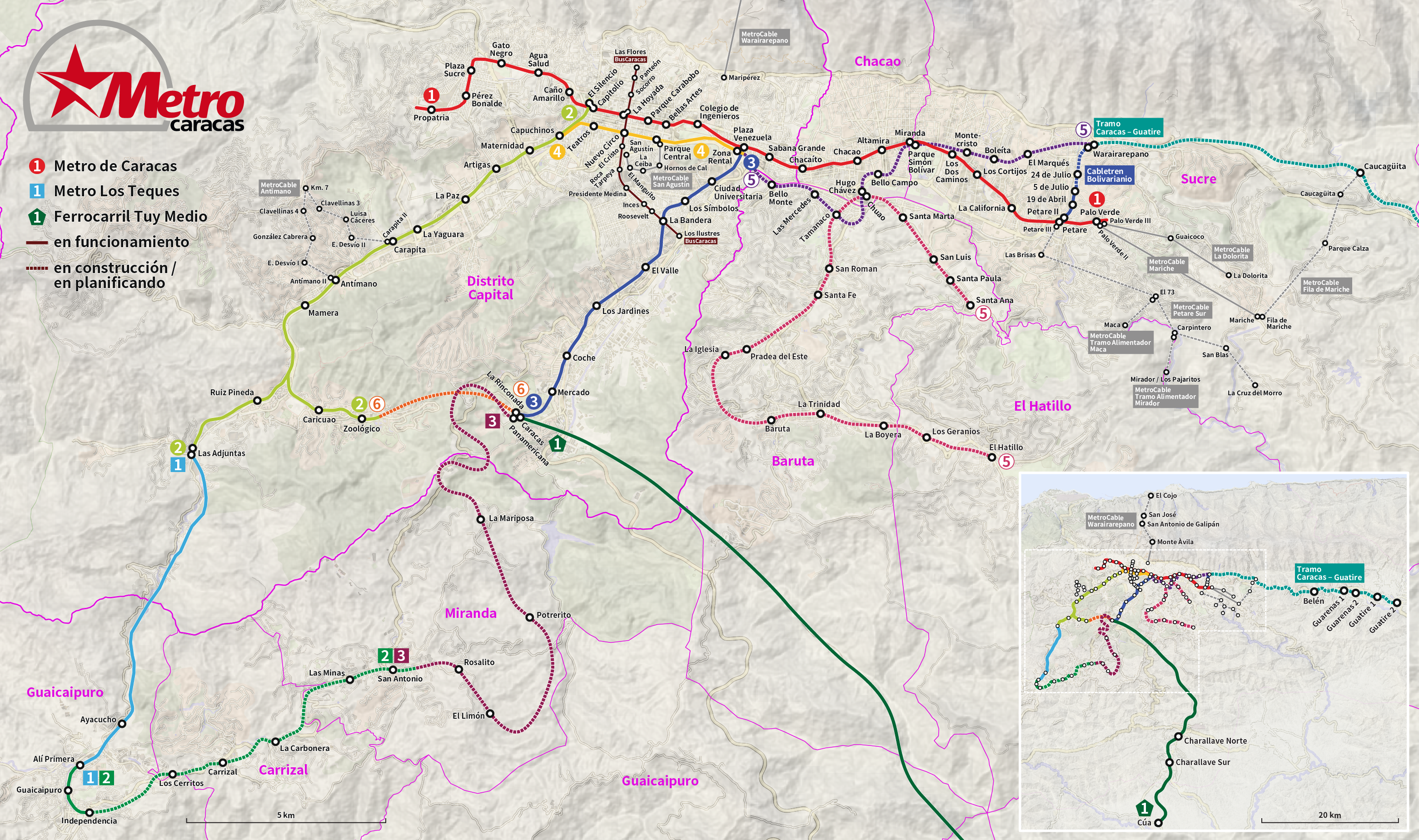
Esquema de la red del Metro integrada a otros servicios de transporte público de la Gran Caracas.

Logotipo antiguo del Metro de Caracas.

Icono que identifica a las estaciones.

La Compañía Anónima Metro de Caracas (C. A. Metro de Caracas, o CAMETRO) es la empresa estatal de Venezuela responsable de la operatividad y mantenimiento de los principales servicios de transporte metropolitano en el área de la Gran Caracas, como son el Metro de Caracas, Metrobús, Metrocable, BusCaracas y Cabletrén.
La institución tuvo sus orígenes en la Oficina de Proyectos y Obras del Metro de Caracas, ente creado en 1976 y adscrito a la Dirección General de Vialidad del Ministerio de Obras Públicas, con José González Lander como su director. Poco después de su creación, llevó a cabo procesos de licitación para empresas transnacionales para la explotación de las primeras estaciones de la Línea 1 del Metro. En abril de 1977, la Oficina fue adscrita al Ministerio de Transporte y Comunicaciones, siendo finalmente sustituida por la Compañía Anónima Metro de Caracas, tras ser ésta fundada el 8 de agosto de 1977. El 28 de agosto del mismo año se inició la excavación de los túneles correspondientes a la Línea 1.
La composición accionaria de la empresa está distribuida entre el Ministerio del Poder Popular para Transporte Terrestre (99%), el Instituto de Ferrocarriles del Estado (0,5%) y el Centro Simón Bolívar (0,5%, ahora extinto).